# Somatogyrus aureus
Somatogyrus aureus е вид коремоного от семейство Hydrobiidae.